# Ragione
La ragione, in filosofia, è la facoltà dell'intelletto per mezzo della quale si esercita il pensiero razionale, ovvero quello rivolto ad argomenti astratti tipici del ragionamento, contrapponendosi alla sfera dell'irrazionalità.
Analogamente in psicologia cognitiva indica la capacità cognitiva della mente di operare ragionamenti più o meno corretti.
La ragione è ritenuta dalla maggior parte dei filosofi una facoltà universale tale da essere condivisa tanto dagli umani quanto, teoricamente, da animali o da intelligenze artificiali che userebbero la ragione intesa come capacità di calcolo. Sono molti i pensatori, nella storia del pensiero, che si sono dedicati allo studio di questa nozione, dando luogo a molteplici prospettive, spesso reciprocamente incompatibili (es. razionalismo, criticismo, positivismo logico ecc.).

La facoltà raziocinante umana assimilata ad un meccanismo di ingranaggi.

## Etimologia
"Ragione" deriva dal latino "ratio", termine che nel linguaggio comune significava «calcolo» o «rapporto». Fu Cicerone ad usarlo per tradurre la parola logos, che però in greco assume anche l'ulteriore significato di «discorso».
Nel Medioevo la scolastica usò invece il termine ratio per tradurre il greco dianoia, ossia quella facoltà contrapposta al nous che viene tradotto in latino con intellectus.

## Definizioni
L'originario significato di ragione come discorso lo si ritrova nell'antico modello argomentativo della geometria di Euclide, il quale, facendo uso di premesse iniziali per giungere a delle conclusioni, si serviva a loro volta di quest'ultime come premesse per ulteriori conclusioni.
La ragione in questo senso era intesa come la facoltà, o il processo, in grado di produrre inferenze logiche. A partire da Aristotele, che si rifece al modello euclideo, tali ragionamenti sono stati classificati come ragionamenti deduttivi (che procedono dal generale al particolare) per distinguerli dai ragionamenti induttivi (che procedono dal particolare al generale), sebbene alcuni pensatori non siano d'accordo nel vedere l'induzione come un ragionamento. Nel XIX secolo, Charles Peirce, filosofo statunitense, ha aggiunto a queste due una terza categoria, il ragionamento adduttivo, intendendo «ciò che va dalla migliore informazione disponibile alla migliore spiegazione», che è diventato un importante elemento del metodo scientifico. Nell'uso moderno, "ragionamento induttivo" include spesso ciò che Peirce ha denominato "adduttivo".
Occorre precisare, tuttavia, che lo stesso Aristotele era stato poco chiaro nel definire l'induzione come un "ragionamento", ossia come una prerogativa della ragione. Il termine greco epagoghé da lui usato, che oggi traduciamo appunto con induzione, non sembrava avere per Aristotele alcun carattere di necessità logica. A quanto risulta, l'unica forma di razionalità logica era per lui quella deduttiva (dall'universale al particolare), mentre una "logica induttiva" gli sarebbe parsa una palese contraddizione in termini.

### Ragione e intelletto
A conferma di ciò, Aristotele era solito distinguere la semplice ragione (da lui chiamata diànoia), dall'intelletto (o noùs): tale distinzione è dovuta al fatto che la razionalità deduttiva, la cui forma esemplare è il sillogismo apodittico, pur essendo capace di trarre conclusioni coerenti con le premesse, cioè di effettuare dimostrazioni corrette da un punto di vista formale, non può in alcun modo garantire la verità dei contenuti; per cui se il ragionamento parte da premesse false, anche il risultato finale sarà falso. Aristotele assegnò pertanto all'intelletto, distinto dalla ragione, la capacità di cogliere la verità delle premesse dalle quali scaturirà la dimostrazione, grazie ad un atto intuitivo capace di astrarre l'essenza universale della realtà da singoli casi particolari. Questo procedimento che culmina col momento intuitivo-intellettivo è avviato appunto dall'epagoghé, ma si tratta comunque di un processo di natura extra-razionale, il che, si badi, è diverso da "irrazionale": l'intuizione intellettuale era anzi situata da Aristotele ad un livello superiore rispetto alla scienza fornita dalla ragione:
(Aristotele, Analitici secondi II, 19, l00b)
Sotto quest'aspetto l'impostazione aristotelica risentiva dell'influsso di Platone, che già aveva parlato di intuizione sostenendone la superiorità nei confronti del ragionamento. Tale superiorità sarà ribadita in età ellenistica con il neoplatonismo, quando Plotino assegnerà all'ipostasi dell'Anima il livello di conoscenza di tipo mediato proprio della ragione, inferiore a quello immediato dell'Intelletto proprio dell'intuizione; una concezione ripresa in seguito anche dal pensiero cristiano di Agostino d'Ippona, che distinse l'intellectus, ossia la capacità di farsi illuminare dalle verità eterne, dalla ratio, che è invece la facoltà di discorrere e di applicare i concetti appresi per intuizione. Per indicare le due facoltà, Agostino utilizza in alternativa anche i termini ratio superior e ratio inferior.
La distinzione tra ragione e intelletto, passata attraverso la scolastica medievale, resterà valida almeno fino al Settecento, sempre basata sulla convinzione che, perché vi sia scienza, la ragione da sola non è sufficiente: questa infatti garantisce soltanto la coerenza interna delle proposizioni che costituiscono il ragionamento, ma non può condurre in alcun modo alla verità dei princìpi primi.
Ancora nell'Umanesimo, Nicola Cusano sostiene che l'intelletto è superiore alla ragione perché rappresenta la dimensione "divina" nell'uomo: a differenza della logica razionale, che è limitata dal principio di non-contraddizione, comune anche agli animali, l'intelletto (intellectus) riesce ad intuire la comune radice di ciò che appare contraddittorio alla semplice ragione (ratio), cogliendo unitariamente il molteplice tramite quella "coincidenza degli opposti" che è propria di Dio.
(Cusano, Apologia doctae ignorantiae, h II, S. 16, Z. 1-6)
Sarà con l'avvento dell'età moderna che alla ragione verrà sempre più assegnato un ruolo egemone nel produrre scienza.
Cartesio, cercando di fondare un'autonomia della ragione, ne fece l'organo principale di conoscenza della verità, spostando il baricentro della filosofia dal "fine" al "mezzo", cioè sottolineando l'importanza più del metodo da seguire che degli obiettivi da raggiungere: «Volendo seriamente ricercare la verità delle cose, non si deve scegliere una scienza particolare. [...] Si deve piuttosto pensare soltanto ad aumentare il lume naturale della ragione, non per risolvere questa o quella difficoltà di scuola, ma perché in ogni circostanza della vita l'intelletto indichi alla volontà ciò che si debba scegliere».
Hegel arrivò a concepire la ragione in termini assoluti, non come semplice strumento di ragionamento ma come entità suprema che si identifica con la verità ultima del reale, assegnando invece all'intelletto un ruolo secondario e subordinato a quella. Invertendo i ruoli di intelletto e ragione, egli seguì ed estremizzò l'operato di Kant, che già ne aveva capovolto le funzioni assegnando all'intelletto (in tedesco Verstand) la possibilità di costruire scienza in forma discorsiva, e alla ragione (Vernunft) il compito superiore di rendere conto dei limiti della conoscenza umana:
(Immanuel Kant, Fondazione della metafisica dei costumi, Bari, Laterza, 1970, p. 93)

## Altre accezioni
La diversità degli approcci al concetto di ragione ha determinato una varietà di significati in relazione ad altre facoltà dell'essere umano oltre all'intelletto, come la fede, il sentimento, i desideri, gli organi di senso.

### L'uomo come "animale razionale"
Da uno specifico punto di vista, la ragione, intesa in un senso più ampio che ricomprende anche le facolta dell'intelletto, è stata vista spesso come prerogativa dell'uomo che lo distingue da ogni altro animale, tanto che ed esempio Aristotele ne parla come di "animale razionale": l'uomo ha cioè in comune con tutti gli altri animali il fatto di essere appunto animale (con le caratteristiche che tale essenza comporta), ma come peculiarità rispetto ad essi quella di avere anche un'anima razionale (o intellettiva). La razionalità, ad ogni modo, non viene mai di per sé contrapposta alle emozioni: piuttosto, nella trattazione dell'etica, Aristotele evidenzia l'importanza di ricercare il «giusto mezzo» fra le estreme passioni, quindi non per condannarle o sopprimerle, ma per modellarle nella giusta forma.
Vengono distinte in proposito le virtù etiche, tipiche dell'anima inferiore, che sono semplici abitudini di comportamento, dalle virtù razionali o dianoetiche, che svolgono un ruolo di guida (in particolare la prudenza). Il loro esercizio conduce ad applicare correttamente la ragione, da intendere però non in senso strumentale secondo l'ottica odierna, bensì a fini produttivi (arte) e soprattutto contemplativi (sapienza). Alla virtù suprema della sapienza, ad esempio, concorrono le due facoltà conoscitive viste in precedenza: la scienza (epistème), che è la capacità della logica di compiere dimostrazioni; e l'intelletto (nùs), che fornisce i princìpi primi da cui scaturiscono quelle dimostrazioni. La contemplazione della verità raggiunta con la sapienza è così un'attività fine a sé stessa, nella quale consiste propriamente la felicità (eudaimonìa), ed è quella che distingue l'uomo, in quanto essere razionale, dagli altri animali, rendendolo più simile a Dio.
(Aristotele, Etica Nicomachea, X.7, 1177 b30-31)

### Ragione come ordine geometrico
Oltre che come facoltà soggettiva dell'uomo, la ragione è stata intesa anche come il fondamento oggettivo dell'universo, che si manifesta nel suo ordine matematico-geometrico.
Già Anassagora, fra gli antichi greci, parlava di una Mente universale (o intelletto cosmico, detto Νούς, Nùs) contrapposta al caos primordiale, che vi metteva ordine come conseguenza del proprio "pensarsi". Pitagora riteneva che l'intero l'universo fosse strutturato secondo le leggi della matematica, quindi secondo un ordine razionale che il pensiero era in grado di cogliere in termini di rapporti numerici, da intendersi però, come hanno osservato vari autori, tra cui Édouard Schuré e René Guénon, in un senso non solo quantitativo, ma soprattutto qualitativo e simbolico.
La concezione pitagorica venne ripresa da Platone in polemica contro Democrito, il cui meccanicismo, pur interpretando i fenomeni naturali in termini di nessi causali ricostruibili teoricamente secondo una logica razionale, escludeva l'esistenza di principi primi a cui tale logica soggiacesse. La razionalità platonica è invece da intendere come organicità, come principio organizzativo unificante che si articola esprimendosi a tutti i livelli, nel macrocosmo come nel microcosmo. L'intero universo, ad esempio, è concepito come un unico «essere vivente davvero dotato di anima e intelligenza»; così anche l'essere umano non consta di semplici parti assemblate insieme tra loro, ma di un'unità che occorre saper governare: nel mito del carro e dell'auriga Platone assimila la parte razionale o intellettiva dell'anima umana (logistikòn) ad un cocchiere che ha il compito di guidare gli altri due aspetti dell'anima, quello spirituale (thymeidès) e quello concupiscibile (epithymetikòn), assimilati rispettivamente ad un cavallo bianco e ad un cavallo nero. La stessa tripartizione viene riproposta da Platone nella concezione politica dello Stato organizzato secondo ragione, in analogia all'organismo vivente: ai filosofi, preposti al governo della Polis, spetta il compito di far rispettare l'armonia tra le sue parti, che constano di Ragione (appunto i filosofi), Volontà (classe dei guerrieri) e Concupiscenza (gli artigiani), qualità che si esprimono rispettivamente nelle virtù della sapienza, del coraggio e della temperanza.
La concezione platonica della ragione come organicità e ordine geometrico sarà ripresa dai neoplatonici. Anche per Plotino, il mondo naturale dei fenomeni è l'espressione tangibile di forme razionali sovrasensibili, le idee, che risiedono nell'Intelletto, il quale è strutturato secondo un ordine perfettamente armonico e razionale, ma accessibile solo intuitivamente. Esso è quindi superiore alla razionalità discorsiva dell'Anima, ma a sua volta inferiore rispetto all'ipostasi sovra-razionale dell'Uno. Quest'ultimo non può essere compreso razionalmente né intuivamente, essendo piuttosto la fonte di ogni ragione. La sua attività di emanazione esula perciò da qualunque necessità razionale, necessità che invece occorre ammettere nella via all'insù per giustificare i molti rapportandoli all'Uno.

#### Ragione comeLogos
Il significato di ragione come fondamento dell'universo, contenente in sé le ragioni seminali delle forme naturali, riconduce al concetto greco di Logos. In un frammento di Eraclito, al Logos è attribuita la capacità di connettere l'Uno al molteplice, poiché esso è la Legge in grado di mettere in rapporto reciproco tutti gli aspetti del mondo, e alla quale dovrebbe conformarsi così anche il modo di ragionare degli uomini.
(Eraclito, frammento 51)
I veri saggi, secondo Eraclito, sono quelli che riconoscono in loro il Logos e ad esso s'ispirano come fanno coloro che governano la città adeguando le leggi alla razionalità universale della legge divina.
Un concetto simile lo si ritrova nello stoicismo, dove la ragione sembra assumere una valenza di forte contrapposizione alle passioni e ai sentimenti, nell'ambito di una visione del cosmo pervaso da un principio in esso strutturato e immanente: appunto il Logos. Questo termine, oltre che "ragione", significa anche "discorso", a indicare che il principio fondante dell'universo è lo stesso che si esplica nelle regole formali del pensiero e del linguaggio, a cui infatti gli stoici dedicarono notevoli studi, dando vita a quella particolare disciplina che oggi è altrimenti conosciuta come logica proposizionale.
Se la ragione si contrappone alle passioni, si tratta però dei due aspetti complementari dell'unico Logos, che consta di un principio attivo (heghemonikòn), e di uno passivo (pàthos). Nell'esistenza del saggio non c'è più tensione tra i due poli, tutto scorre pacificamente perché egli ha imparato a dominare le passioni (απάθεια, "apàtheia") raggiungendo la condizione dell'atarassia. La virtù stoica consiste così nel vivere in modo conforme alla natura del mondo (ομολογία, "omologhìa"): mentre gli animali tendono a preservare se stessi obbedendo agli impulsi, gli uomini devono scegliere sempre quel che conviene alla nostra natura di esseri razionali. Poiché tutto accade secondo ragione, esiste un diritto di natura al quale è giusto conformarsi:
(Diogene Laerzio, Vite e dottrine dei filosofi, VII, 88)
La concezione di Dio come Logos, fondamento razionale dell'universo, sarà riadattata e fatta propria dai primi padri della Chiesa:
(Joseph Ratzinger, dalla conferenza Verità del cristianesimo?, pronunciata il 27 novembre 1999 presso l'Università della Sorbona di Parigi)

#### Ragione eroica
La concezione platonica di un ordinamento divino del mondo e della natura ritornerà nel Rinascimento, in particolare con Giordano Bruno.
Se Dio è la Ragione che irradiandosi nell'universo ne plasma la materia, la massima speculazione filosofica consisterà nell'imitare una simile attività produttiva, tramite un impeto razionale capace di sprigionare energia creatrice all'infinito. Questo sforzo è l'eroico furore, non un pensare astratto o lo spegnimento ascetico delle facoltà umane, bensì al contrario esaltazione dei sensi e della ragione: una conoscenza capace di penetrare «il fonte de tutti li numeri, de tutte specie, de tutte ragioni, che è la monade, vera essenza dell'essere de tutti».

### Ragione e teologia
Nell'ambito della teologia cristiana, è diventato oggetto di studio il modo in cui la ragione si rapporta con la fede.
A tal fine i filosofi medioevali ripresero da Plotino il metodo che era stato definito della teologia negativa: sebbene Dio non sia per nulla conoscibile attraverso la razionalità, ma solo con l'intelligenza della fede che tuttavia è incomunicabile, viene ammessa in parte la possibilità di un esercizio discorsivo e razionale per avvicinarsi a Lui, non dicendo cosa Egli è, ma dicendo cosa Egli non è. La ragione diventa così il limite negativo della fede, e viceversa, in un rapporto che Giovanni Scoto Eriugena risolverà in un cerchio.
Poiché l'una concorre all'altra, secondo Agostino d'Ippona la fede cristiana non è mai disgiunta dalla razionalità: nel tendere a Dio, il credere e il comprendere si condizionano a vicenda. Si crede purché si comprenda, e si comprende purché si creda. Agostino si accorse che il credere è una condizione ineliminabile della vita umana, tutta fondata su credenze ed atti di fede, che noi prendiamo per buoni prima di averli personalmente sperimentati, i quali però, una volta accolti, rendono possibile una coscienza critica, mostrando così la loro eventuale sensatezza.
Questo è il significato del credo ut intelligam, cioè «credo per poter comprendere». E a sua volta il comprendere aiuta a riconoscere come vero ciò che prima andava accolto ciecamente per un atto di fede: questo è il significato dell'intelligo ut credam, cioè «comprendo per poter credere». Si tratta di concetti di derivazione neoplatonica che vedono l'essere e il pensiero, la realtà e la ragione, uniti indissolubilmente in un rapporto di reciproca complementarità. La fede rimane comunque un dono, che Dio concede per esaudire la richiesta di senso da parte della ragione umana.

#### Ragione "ancella della fede"
Tramite la teologia negativa diventava possibile il tentativo di pensare la divinità anche con gli strumenti della ragione, non già per rinforzare la fede, quanto allo scopo di difenderla dalle critiche nei suoi confronti. La ragione "ancella della fede" è così la concezione rintracciabile sin dai primi costruttivi rapporti tra filosofia e religione, ad esempio in Clemente Alessandrino, e in tutta la cultura medioevale da Alberto Magno: «ad theologiam omnes aliae scientiae ancillantur», fino a Tommaso d'Aquino, e Bonaventura da Bagnoregio.
Per Tommaso d'Aquino il contenuto della fede non può contraddire il contenuto della ragione naturale, che anzi è in grado di fornire quei «preamboli» capaci di elevare alla fede. Con la ragione, ad esempio, si può arrivare a conoscere «il fatto che Dio è» ("de Deo quia est"): senza questa premessa non si potrebbe credere che Gesù ne sia il Figlio. Lo stesso Aristotele, che pure ignorava la rivelazione cristiana, aveva sviluppato secondo Tommaso un sapere filosofico in accordo con quella. La grazia della fede quindi non distrugge ma completa la ragione, orientandola verso la meta finale già indicata dalla metafisica aristotelica, che è la conoscenza della verità, contenuto fondamentale della «filosofia prima». La verità è il fine ultimo dell'intero universo, che trova senso e spiegazione nell'intelletto di Dio che l'ha creato.
Nella scolastica medievale, se la ragione veniva così esercitata come attività eminentemente umana rivolta alla chiarificazione di nozioni religiose, dall'altro la fede poneva quei limiti all'interno dei quali la ragione poteva effettivamente essere esercitata, al riparo dagli eccessi della presunzione. Questi limiti saranno concepiti in maniera diversa a seconda delle diverse confessioni religiose e dei periodi storici di riferimento: in generale, si può dire che il cristianesimo protestante tenderà a separare più nettamente il margine d'azione della ragione da quello della fede, mentre il cattolicesimo, pur stabilendo l'autonomia dell'ordine naturale del mondo rispetto a quello soprannaturale e riservando quindi alla fede l'ambito delle verità della teologia, si è mostrata più propensa a una conciliazione tra fede e ragione, il cui reciproco rapporto è visto in un'ottica di complementarità.
Il Concilio Vaticano I insegna che la fede è comunque necessaria per accedere a quelle verità su Dio di per sé inaccessibili alla sola ragione, come la Trinità. Di conseguenza la fede è la più alta fonte della conoscenza, sia per la sua origine (Dio, in quanto virtù infusa), sia per il suo oggetto (la conoscenza vera e certa, sebbene incompleta, di Dio).

### Razionalismo e autonomia della ragione
Con l'età moderna, a partire da Cartesio, si cerca di costruire una nuova idea di ragione contrapposta alla precedente, da cui tuttavia prende le mosse.
Nella metafisica cristiana la ragione si costituiva come tale solo in quanto espressione del Principio sovra-razionale da cui emanava, a cui accedere tramite rivelazione non potendo dedurlo da sé. Con Cartesio, invece, il farsi espressione di un principio viene interpretato come condizione ontologica del principio stesso, e quindi come capacità di saperlo dedurre autonomamente, seppure sul piano della sola coscienza. Cogito ergo sum è la formula che riassume la sottomissione dell'essere al pensiero. La distinzione agostiniana tra ratio superior (o intelletto, capace di elevarsi al trascendente) e inferior (ragione calcolante) venne così eliminata: Cartesio adottò una definizione di ragione basata esclusivamente sul buon senso, ritenuto «fra le cose del mondo quella più equamente distribuita».
L'autonomia del cogito ergo sum, con cui approdò alla certezza di esistere appunto come ragione o res cogitans (sostanza pensante), indipendentemente da una realtà esterna o res extensa al di fuori di lui, lo indusse a stabilire un nuovo criterio di verità, basato sul dubbio, che di quella realtà esterna riconoscesse come "vero" soltanto ciò che risultasse chiaro ed evidente: tali sono ad esempio i rapporti matematici che si possono misurare, come la lunghezza, la larghezza e la profondità. A differenza delle proprietà qualitative come il gusto, l'olfatto, i colori, che non descriverebbero nulla, le proprietà quantitative risultano chiare ed evidenti alla ragione, così come è chiaro ed evidente che io sono un essere pensante.
La garanzia che all'idea della ragione corrisponda effettivamente la realtà è data da Dio, che nella sua perfezione «non ci può ingannare». Neppure di Dio peraltro si può dubitare, perché l'idea che abbiamo di Lui è anch'essa «chiara e distinta». La ragione divenne così lo strumento per edificare il nuovo edificio del sapere; con essa si apprendono intuitivamente le verità fondamentali, che sono le cause, ovvero le "ragioni", per cui è tutto ciò che è, ed avviene tutto ciò che avviene.
Un simile modo di pensare espose tuttavia Cartesio alle accuse di essere caduto in una trappola solipsistica, tutta interna alla res cogitans o ragione, assimilabile a un circolo vizioso: Cartesio teorizza Dio per garantirsi quei criteri di verità che gli sono serviti a dimostrare l'esistenza di Dio. Le maggiori critiche gli furono rivolte da Blaise Pascal, che si fece fautore di un ritorno alla tradizione agostiniana, respingendo le pretese cartesiane della ragione di potersi fondare da sola:
(Blaise Pascal, Pensées, ed. Brunschvicg, nn. *272 e *267)
Per Pascal la ragione, che viene chiamata esprit de géométrie ("spirito di geometria"), non ha valore assoluto, neppure nei rapporti matematico-deduttivi stabiliti dalla scienza,  perché è costretta ad assumere dei postulati di partenza. Ad essa occorre affiancare l'esprit de finesse (cioè lo "spirito di finezza", o l'intuizione del cuore), capace di penetrare i problemi e il senso della vita.

### Ragione e sentimenti
Il dualismo cartesiano tra res cogitans e res extensa, o tra ragione e realtà, si ripercuoterà in una contrapposizione tra mente e corpo: alla ragione verrà sempre più opposto il «cuore», con le sue ragioni che la ragione non conosce, sebbene il cuore sarà progressivamente inteso non già come la parte più elevata della mente rivolta alla contemplazione (facoltà che Platone e Aristotele attribuivano all'intuizione intellettuale), bensì come sentimento, affettività, impulso, emozione, passione. Al razionalismo si affiancherà così la corrente del sentimentalismo religioso, e più tardi dell'irrazionalismo.
Nell'ambito dell'empirismo anglosassone, tuttavia, venne negata alla radice l'esistenza di un contrasto tra ragione e passioni, quale era stato tramandato ad esempio dalla dottrina stoica, dato che la ragione venne da esso collocata in una dimensione del tutto estranea a quella delle emozioni, alle quali non può quindi fare da guida.
David Hume sosterrà che l'etica si basa esclusivamente sui sentimenti, e che la ragione è al servizio dei desideri, cioè semplicemente il mezzo per cercare di ottenere ciò a cui si aspira. 
(David Hume, Trattato sulla natura umana, II, 3, 3)

#### Ragione ed esperienza
Anche il rapporto tra ragione ed esperienza sensibile, del resto, era stato variamente interpretato nel corso della storia della filosofia: in Parmenide, Socrate, Platone, e nei successivi filosofi che a loro si ispirarono, prevaleva un atteggiamento razionalista di fiducia nel sapere dell'intelletto, contrapposto all'opinione e alla conoscenza ingannevole dei sensi. Per costoro non sono i sensi ad esaurire l'identità di un essere umano, come insegnavano i sofisti, l'uomo non è corpo ma soprattutto ragione, conoscenza intellettiva, ed è solo il pieno accordo con questa conoscenza che conduce ad essere felici.
A tale concezione, a cui nel Seicento aderiscono Cartesio, Spinoza e Leibniz, farà da contraltrare l'empirismo anglosassone di Locke, Berkeley e Hume, per i quali la ragione non è da intendere come facoltà universale contrapposta agli organi di senso, ma ha semplicemente la funzione di studiare e rielaborare i dati dell'esperienza, da cui non si può prescindere. In tal senso anche l'empirismo, nonostante l'avversione al razionalismo, può essere ricollocato all'interno del dibattito, tipico della filosofia moderna, sul ruolo e la funzione della ragione.

### La ragione illuminista

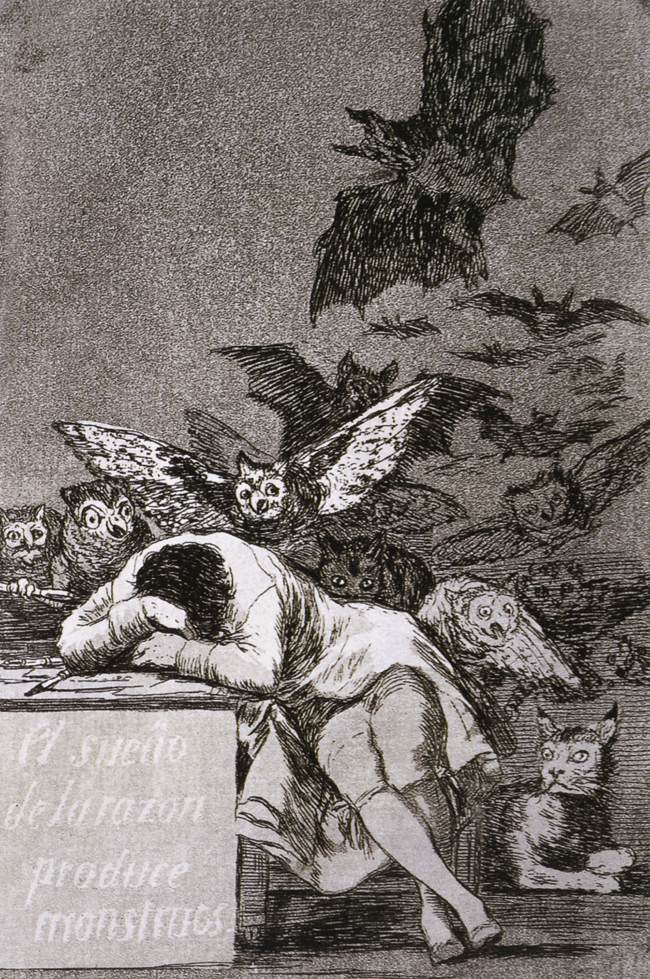
Il sonno della ragione genera mostri, di Francisco Goya (1797)

Il carattere razionalistico della filosofia moderna trovò un punto di approdo nell'Illuminismo, che affermò l'importanza basilare della ragione come strumento di critica e di azione nel mondo, valido in tutti i campi: dall'etica all'estetica, alla politica, alla religione, alla scienza. Con l'ausilio della ragione, l'illuminismo si propose così di vagliare ogni verità ritenuta imposta dalla tradizione o dall'autorità religiosa, sostenendo l'esigenza che tutto il sapere venisse sottoposto al controllo della ragione e al suo autonomo giudizio.
Esso si rifaceva in tal senso a Cartesio, ma sganciandosi ulteriormente da qualsiasi fondamento trascendente e indagine metafisica, assimilando anche dall'empirismo anglosassone la rivalutazione dell'esperienza sensibile come criterio di validità della conoscenza.
Si trattava quindi di una ragione dal carattere essenzialmente pragmatico, intesa come strumento di intervento nel mondo, con cui valutare e riconsiderare tutte le discipline e le attività dell'essere umano, compresa la religione. Il deismo, infatti, si propose di vagliare criticamente le verità del cristianesimo, accogliendo quelle riconducibili a nuclei razionali, e scartando invece quegli aspetti ritenuti incompatibili con la ragione.
(Immanuel Kant, da Risposta alla domanda: che cos'è l'Illuminismo?, 5 dicembre 1783)

#### Critica della ragione
In accordo con la sua impostazione illuminista, Kant si propose, sul finire del Settecento, di riesaminare criticamente la ragione, facendone un nuovo metodo di indagine filosofica, ma non come strumento di verità (com'era in Cartesio), bensì per indagare le possibilità di accesso alla verità. Egli sottopose la ragione al tribunale di se stessa, per giudicarne la presunzione di porsi come entità autonoma, andando oltre i limiti che le sono propri. La filosofia di Kant prese così il nome di criticismo, a indicare un atteggiamento mentale che "critica" e analizza le facoltà della ragione.
Egli distinse la ragione in grado di fornire principi a priori della conoscenza, da lui chiamata "pura" (aggettivo che dà il titolo alla sua opera principale, La Critica della ragion pura), dalla "ragion pratica" che riguarda invece la morale del comportamento.
Sul piano della conoscenza, da un lato Kant ammise che questa non deriva dall'esperienza, dall'altro però escluse che la nostra ragione possa arrivare a conoscere ciò che è oltre l'esperienza stessa. Nel tentativo di indagare su quali aspetti del sapere ci si possa esprimere con certezza, Kant giunse a porre l'esistenza di alcuni limiti: al di là di questi limiti vi è l'idea di Dio e altre nozioni metafisiche.
In particolare sarebbe impossibile per Kant dimostrare l'esistenza di Dio perché, nel tentativo di farlo, la ragione entra inevitabilmente in una serie di antinomie, cioè in contraddizioni con sé stessa. Troverebbe infatti spiegazioni logicamente sensate sia ammettendo una possibilità che il suo opposto. Allo stesso modo sarebbe impossibile affermare con certezza se il mondo abbia un inizio e un termine spazio-temporale o piuttosto se sia infinito ed eterno, oppure se esista una libertà di scelta o viga solo il principio di causa-effetto.
Mentre nel mondo naturale l'uomo è dunque vincolato dalle leggi fenomeniche di causa-effetto, egli però, in quanto creatura razionale, appartiene anche al cosiddetto noumeno, cioè il mondo com'è in sé indipendentemente dalle nostre sensazioni o dai nostri legami conoscitivi: la ragion pratica pertanto, poiché non è vincolata dai limiti fenomenici in cui si trovava a operare la pura ragione, a differenza di quest'ultima sa attingere all'Assoluto, perché obbedisce soltanto alle leggi che scopre dentro di sé.

### La ragione dialettica
La riflessione filosofica che da Kant prese le mosse si riallacciò al significato di dialettica. Del resto, il ruolo peculiare attribuito alla ragione sin da Platone e Aristotele, e dalla tradizione neoplatonica, altro non era che quello dell'attività dialettica, intesa come capacità di scomporre un concetto o un'idea nelle sue componenti particolari secondo le regole necessarie della deduzione logica o del sillogismo, per ricostruire quella rete di collegamenti ideali posti a fondamento della realtà.
Se la dialettica così intesa era situata a un livello inferiore rispetto alla visione eidetica dell'intelletto, Kant ne aveva capovolto le funzioni assegnando alla ragion pura un ruolo supremo, quello appunto dell'attività dialettica, che per lui consisteva nel collegare più concetti tra loro dando luogo alle idee. Le idee della ragione tuttavia non avevano per Kant una funzione costitutiva della conoscenza, ma soltanto regolativa (non le danno il materiale, ma soltanto il fine o il senso): attribuirvi un valore ontologico significherebbe cadere nelle antinomie, mentre la dialettica dovrebbe servire piuttosto come critica dei giudizi trascendenti l'esperienza, mettendo in guardia dal tentativo di travalicare il mondo dei fenomeni.
La concezione kantiana della dialettica, intesa come esercizio critico di riconoscimento del proprio limite, venne tuttavia ripresa dagli idealisti Fichte e Schelling, i quali le attribuirono la capacità non solo di riconoscere razionalmente, ma anche di creare o di porsi ontologicamente un tale limite. La dialettica divenne cioè lo strumento trascendentale in cui si articola l'attività dell'Io, con cui il soggetto da un lato si auto-limita inconsciamente, ma dall'altro si accorge dell'errore insito nel senso comune, che lo portava a scambiare l'apparenza dei fenomeni per la vera realtà. Tornava così, in un certo senso, la concezione della ragione dialettica propria di Platone e dei neoplatonici, intesa nel suo duplice orientamento: come percorso ontologico attraverso cui l'Uno genera inconsciamente il molteplice strutturandosi nelle ipostasi inferiori a sé; e come strumento conoscitivo razionale di risalita dal molteplice all'uno.
Percorrendo le tappe della dialettica, la ragione romantica di Fichte e Schelling poteva così ricondurre a scienza l'intera realtà, anche se essa si limitava a riconoscere, non a riprodurre, l'atto creativo con cui il soggetto poneva l'oggetto, atto che restava prerogativa di una suprema intuizione intellettuale. La loro ragione manteneva infatti un aspetto finito, poiché si limitava a ricostruire per via teorica il processo con cui l'Io crea il mondo, non giungeva a cogliere l'Assoluto stesso, per accedere al quale Fichte proponeva la via etica, Schelling quella estetica (percorsi avulsi cioè dalla razionalità).

#### Ragione assoluta
Sarà invece con Hegel che la ragione stessa divenne creatrice, attribuendosi il diritto di stabilire cosa è reale e cosa non lo è. «Ciò che è razionale è reale, e ciò che è reale è razionale» sarà la summa del pensiero hegeliano: vale a dire che una realtà esiste solo se soddisfa certi criteri di razionalità, rientrando nella triade dialettica di tesi-antitesi-sintesi tipico del procedimento a spirale con cui la Ragione giunge a identificarsi con l'Assoluto.
Rifacendosi idealmente a Cartesio, salutato come l'iniziatore della filosofia moderna dopo secoli di metafisica da lui condannata come "misticheggiante", Hegel giudicava errato e irrazionale qualunque principio trascendente posto a priori in forma intuitiva, sostenendo che ogni verità dovesse essere giustificata razionalmente prima di essere accettata, tramite la relazione logico-dialettica che essa instaura col suo contrario. Il flusso logico che collega una tesi ad un'antitesi deve cioè tornare a convalidare la tesi iniziale in una sintesi onnicomprensiva, dando luogo ad un procedimento a spirale che si giustifica da solo. Veniva così abbandonata la logica aristotelica: mentre quest'ultima procedeva in maniera lineare, da A verso B, la dialettica hegeliana procede in maniera circolare: da B fa scaturire C (sintesi), che è a sua volta la validazione di A.
Questo modo assolutizzante di intendere la ragione, che faceva coincidere lo strumento col Fine stesso della filosofia, fu ripreso anche da Marx per giustificare la teoria della rivolta di classe sulla base del presunto procedere dialettico della storia, le cui leggi razionali egli intendeva illustrare elaborando il cosiddetto socialismo scientifico. La concezione assoluta della ragione diverrà tuttavia oggetto di numerose critiche a partire dalla seconda metà dell'Ottocento, che porteranno per contrapposizione alla nascita di correnti irrazionali ispirate alla filosofie di Schopenhauer e Nietzsche.

### Al giorno d'oggi
Al giorno d'oggi esistono accezioni più ampie del termine "ragione". In particolare, l'idea di ragione come facoltà indipendente della mente, separata dalle emozioni, e come caratteristica appartenente solo all'uomo, è fonte di notevoli discussioni: basti considerare le teorie di George Lakoff e Mark Johnson, che hanno descritto così la ragione ed i suoi scopi:
(Lakoff e Johnson, 1999, pp. 3-4)